# Фогт, Адам
Адам Фогт (дат. Adam Fogt; род. 9 апреля 1993, Копенгаген) — датский футболист и игрок в мини-футбол. Полузащитник. В 2018 году сыграл 1 матч за сборную Дании по футболу. Также выступал за сборную Дании по мини-футболу.

## Биография

### Клубная карьера
С 2017 года выступает за клуб четвёртого дивизиона Дании «Каструп».

### Карьера в сборной
Выступал за сборную Дании по мини-футболу.
В 2018 году получил вызов в сборную Дании по большому футболу 11 на 11. Это произошло после конфликта между датским футбольным союзом и ассоциацией датских футболистов. Стороны не смогли подписать партнёрское соглашение (действие предыдущего закончилось ещё 1 августа), из-за разногласий по использованию имиджевых прав игроков сборной. В итоге футболисты объявили бойкот федерации и отказались выходить на товарищеский матч против сборной Словакии, их поддержали и другие профессиональные футболисты, которые также отказались от вызова в сборную. 4 сентября на сайте датского футбольного союза был опубликован новый состав из 24 футболистов, куда вошёл и Адам Фогт. На следующий день Фогт появился на поле на 61-й минуте, заменив Оскара Хёюбю и отметился голом в свои ворота на 79-й минуте. Встреча завершилась со счётом 0:3 в пользу Словакии.

## Статистика

### Матчи Фогта за сборную Дании
| Матчи Фогта за сборную Дании | Матчи Фогта за сборную Дании | Матчи Фогта за сборную Дании | Матчи Фогта за сборную Дании | Матчи Фогта за сборную Дании | Матчи Фогта за сборную Дании |
| ---------------------------- | ---------------------------- | ---------------------------- | ---------------------------- | ---------------------------- | ---------------------------- |
| №                            | Дата                         | Соперник                     | Счёт                         | Голы Фогта                   | Соревнование                 |
| 1                            | 5 сентября 2018              | Словакия                     | 0:3                          | —                            | Товарищеский матч            |

Итого: 1 матч / 0 голов; 0 побед, 0 ничьих, 1 поражение.